# Basistemon silvaticus
Basistemon silvaticus är en grobladsväxtart som först beskrevs av Theodor Carl Karl Julius Herzog, och fick sitt nu gällande namn av Charles Baehni och Macbride. Basistemon silvaticus ingår i släktet Basistemon och familjen grobladsväxter. Inga underarter finns listade i Catalogue of Life.